# Ngọn lửa bất diệt

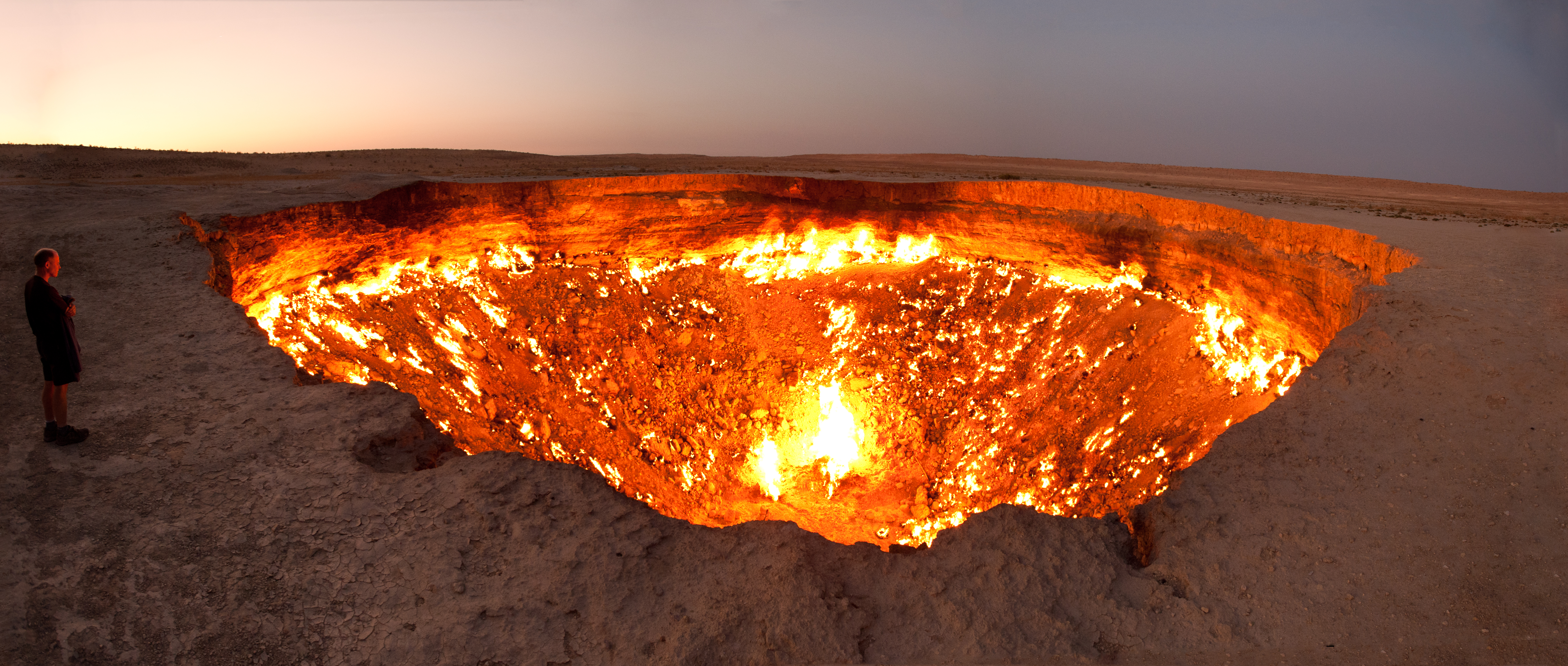
Mỏ khí Darvaza ở Turkmenistan.

Ngọn lửa bất diệt hay ngọn lửa vĩnh cửu (tiếng Anh: eternal flame) là một ngọn lửa, đèn dầu cổ hoặc ngọn đuốc cháy liên tục trong một thời gian không xác định. Hầu hết các ngọn lửa vĩnh cửu được đốt cháy và chăm sóc có chủ ý, nhưng một số là hiện tượng tự nhiên gây ra bởi sự rò rỉ khí đốt thiên nhiên, cháy than bùn và cháy vỉa than, tất cả có thể được đốt cháy bởi sét, áp điện hoặc hoạt động của con người, một số trong đó đã bị đốt cháy trong hàng ngàn năm.
Ngọn lửa vĩnh cửu thường được con người tạo ra nhằm để tưởng nhớ một nhân vật có ảnh hưởng quan trọng trong lịch sử hoặc sự kiện có ý nghĩa quốc gia, đóng vai trò là biểu tượng của một bản chất lâu dài như một niềm tin tôn giáo, hoặc một lời nhắc nhở về cam kết cho một mục tiêu chung, như tình ngoại giao.

## Ý nghĩa tôn giáo và văn hóa
Ngọn lửa bất diệt là một truyền thống lâu đời trong nhiều nền văn hóa và tôn giáo. Ở Iran cổ đại, atar được chăm sóc bởi một tư tế tận tụy và đại diện cho khái niệm "tia lửa thần thánh" hay Amesha Spenta, như được hiểu trong Zoroastrianism. Các nguồn thời kỳ chỉ ra rằng ba "đám cháy lớn" đã tồn tại trong kỷ nguyên Achaemenid của lịch sử Ba Tư, được coi là tài liệu tham khảo chung sớm nhất về thực tiễn tạo ra các đám lửa đang bùng cháy trong cộng đồng.
Ngọn lửa vĩnh cửu là một thành phần của các nghi lễ tôn giáo của người Do Thái được thực hiện trong lều Hội Ngộ và sau đó tại Đền thờ Jerusalem, nơi một điều răn yêu cầu để một ngọn lửa đốt cháy liên tục trên Bàn thờ Altar Do Thái giáo hiện đại tiếp tục một truyền thống tương tự bằng cách treo một ngọn đèn dầu tôn nghiêm, tamer ner, luôn được thắp sáng phía trên trần trong giáo đường. Sau Thế chiến II, những ngọn lửa như vậy càng có ý nghĩa, như một lời nhắc nhở về sáu triệu người Do Thái bị giết trong thảm sát Holocaust của Phát xít Đức.
Quốc gia tự trị Cherokee đã duy trì một đám cháy tại trụ sở chính phủ bộ lạc cho đến khi bị Đạo luật Thiên di người bản địa Mỹ giải thể vào năm 1830. Vào thời điểm đó, lửa từ hội đồng lớn cuối cùng đã được đưa về phía tây đến ngôi nhà mới của chính phủ bộ lạc tại Lãnh thổ Oklahoma. Ngọn lửa, được duy trì ở Oklahoma, được đưa trở lại vị trí cuối cùng của chính phủ Cherokee tại Công viên bang Red Clay ở phía đông nam Tennessee, đến Bảo tàng Cherokee India ở Cherokee, North Carolina và đến Khu liên hợp bộ lạc quốc gia Cherokee ở Talequah, Oklahoma.
Ở Trung Quốc, Việt Nam đôi khi người ta thường thắp sáng một ngọn đèn dầu như một khía cạnh hữu hình của sự tôn kính tổ tiên; nó được đặt ở phía trước linh vị trên bàn thờ gia tiên.